# Roseanne
Roseanne je americký televizní sitcom v hlavní roli s komičkou Roseanne Barr, která ztvárnila titulní postavu Roseanne. Premiérově byl vysílán v letech 1988–1997 na televizní stanici ABC, kdy vzniklo 222 epizod v devíti řadách. V květnu 2017 oznámila stanice ABC přípravu nové, v pořadí desáté série s devíti epizodami, která byla odvysílána na jaře 2018. Díky velkému zájmu diváků byla jen několik dní po premiéře prvního dílu obnoveného seriálu ohlášena na další sezónu jedenáctá řada. Na konci května 2018 však stanice ABC seriál zrušila, neboť představitelka titulní role, herečka Roseanne Barrová, zveřejnila na svém twitterovém účtu útočné výroky rasistického a antisemitského charakteru. Koncem června 2018 objednala ABC spin-off s pracovním názvem The Conners, který má Roseanne ve vysílání v další sezóně nahradit a ve kterém pokračuje tvůrčí a herecký tým z desáté řady, vyjma Barrové.
Seriál zobrazuje rodinu Connerových, žijící v malém městě v Illinois, která se snaží vyjít s omezeným příjmem. Jednalo se o jeden z prvních amerických sitcomů, ve kterém pracovali oba rodiče mimo domov. Po mnoho let Roseanne také zobrazovala tabuizovaná témata nebo mluvila o tématech, kterým se ostatní populární pořady vyhýbaly, jako je např. chudoba, alkoholismus, užívání drog, sex, menstruace, těhotenství náctiletých, masturbace, obezita, rasové problémy, domácí násilí a homosexualita. Seriál byl také typický tím, že ukazoval rodinu, kterou vede žena.